# Rudnianska Lehota
Rudnianska Lehota is een Slowaakse gemeente in de regio Trenčín, en maakt deel uit van het district Prievidza.
Rudnianska Lehota telt 731 inwoners.